# Al-Udżajlat
Al-Udżajlat – miasto w północno-zachodniej Libii, w gminie An-Nukat al-Chams. W 1984 roku liczyło 28 250 mieszkańców. Jest oddalone o 73 kilometry na zachód od Trypolisu i 36 kilometrów na południowy wschód od Zuwary.